# Pokémon
Pokémon, w Japonii Pocket Monsters (jap. ポケットモンスター Poketto Monsutā) – japońska franczyza rozwijana od 1996 roku, na którą składają się produkcje, w których pojawiają się fikcyjne istoty, zwane pokémonami. Najpopularniejszymi dziełami z franczyzy są główna seria gier (Pocket Monsters Red i Green oraz jej kontynuacje) i serial anime Pokémon. Oprócz tego istnieją też inne gry i seriale o pokémonach, a także gra karciana Pokémon Trading Card Game, mangi na podstawie gier i serialu, ponad 20 pełnometrażowych filmów anime na podstawie serialu i aktorski film pełnometrażowy.

## Historia franczyzy

### Inspiracje
Twórca pokémonów, Satoshi Tajiri, w dzieciństwie kolekcjonował owady. Porzucił hobby, ponieważ łąki, na których łapał okazy, były z czasem urbanizowane. Swoje zainteresowania przeniósł na gry automatowe. Wtedy miał po raz pierwszy pomyśleć o hipotetycznej grze, polegającej na łapaniu i kolekcjonowaniu stworzeń. W 1989 dorosły już Tajiri założył amatorski magazyn Game Freak, w całości poświęcony grom elektronicznym. Tworząc go, współpracował z innymi pasjonatami gier, w tym z rysownikiem Kenem Sugimorim. Wkrótce redakcja postanowiła tworzyć własne gry i przekształciła wydawnictwo w firmę produkującą gry komputerowe.

### Powstanie pierwszej gry
Po założeniu firmy Game Freak Tajiri postanowił zrealizować pomysł z dzieciństwa na grę o łapaniu stworzeń. Za docelową konsolę wybrał nowy na rynku Nintendo Game Boy, ponieważ spodobała mu się możliwość wzajemnego komunikowania się użytkowników konsoli ze sobą. Firma Nintendo zgodziła się na współpracę. Za projekt samych stworzeń odpowiadał Ken Sugimori. Produkcja była tworzona 6 lat, w czasie których Game Freak niejednokrotnie był bliski bankructwa. Grę udało się ukończyć między innymi dzięki pomocy innej firmy, Creatures Inc., która zdecydowała się dofinansować produkcję w zamian za część praw do zysków z potencjalnej franczyzy. Gra została wydana 26 lutego 1996 w dwóch wersjach, które nazywały się Pocket Monsters Red i Pocket Monsters Green. Była to prosta gra RPG, w której gracz może sterować poczynaniami trenera, kolekcjonującego wszechobecne małe potwory i trenującego je do walki z innymi potworami. Jednym z celów gry jest złapanie wszystkich 151 pokémonów. Z czasem Złap je wszystkie! stało się oficjalnym sloganem franczyzy. Niektóre stworzenia były unikatowe dla tylko jednej wersji gry, więc złapanie wszystkich wymagało wymiany między graczami posiadającymi różne wersje. Mimo znikomego zainteresowania mediów, gra szybko zyskała fanów, stała się jednym z największych hitów Game Boya i sprzedała się w milionie kopii.

### Rozwój

Boeing 747-400 z wizerunkami pokémonów podczas lądowania na lotnisku Heathrow w Londynie

Nintendo szybko dostrzegło rosnącą popularność i potencjał pokémonów, w związku z czym nawiązało współpracę z innymi firmami w celu rozwoju franczyzy. Jeszcze w 1996 roku studio Creatures Inc. stworzyło grę karcianą Pokémon Trading Card Game, a wydawnictwo Shōgakukan rozpoczęło wydawanie utrzymanej w komediowym stylu mangi Pocket Monsters o bohaterach i wydarzeniach z gry Pocket Monsters Red i Green. W 1997 roku ukazał się pierwszy odcinek serialu anime Pokémon, którego głównym bohaterem był nowy fikcyjny trener o imieniu Satoshi. Pierwszym pokémonem Satoshiego został Pikachu, który do tej pory zyskał ogromną popularność w Japonii i zdaniem twórców miał szansę spodobać się zarówno chłopcom, jak i dziewczynkom.
W 1998 roku gra Pocket Monsters Red i Green została po raz pierwszy wydana w Stanach Zjednoczonych. Anglojęzyczna wersja nazywała się Pokémon Red i Blue. W tym samym roku w amerykańskiej telewizji debiutował przetłumaczony na język angielski serial anime Pokémon. W amerykańskiej wersji główny bohater Satoshi nazywał się Ash Ketchum. Ze względu na popularność anime, Nintendo wyprodukowało grę Pokémon Yellow, która była przerobioną wersją gry Pokémon Red i Blue w taki sposób, aby bardziej przypominała anime. Wkrótce pokémony stały się światowym fenomenem. Firmy Nintendo, Game Freak i Creatures, Inc. utworzyły firmę POKEMON CENTER Co., Ltd do wspólnego zarządzania marką i franczyzą Pokémon. W październiku 2000 nazwa firmy została zmieniona na The Pokémon Company.
Fenomenem na skalę światową stała się też gra miejska Pokémon Go, opublikowana latem 2016. Była to gra mobilna, w której gracz w rzeczywistości musiał podróżować, aby odnajdywać pokémony za pomocą swojego smartfonu. W grę u szczytu jej popularności grało miliony graczy na całym świecie. W ciągu pierwszego roku zarobiła ponad 1,2 miliarda dolarów amerykańskich i była najczęściej ściąganą aplikacją na App Store.
W 2019 powstał pierwszy film aktorski z franczyzy. Był to Pokémon: Detektyw Pikachu. Film był nazywany przez krytyków między innymi najlepszym filmem na podstawie gry komputerowej i pierwszym dobrym filmem na podstawie gry.

## Marketing

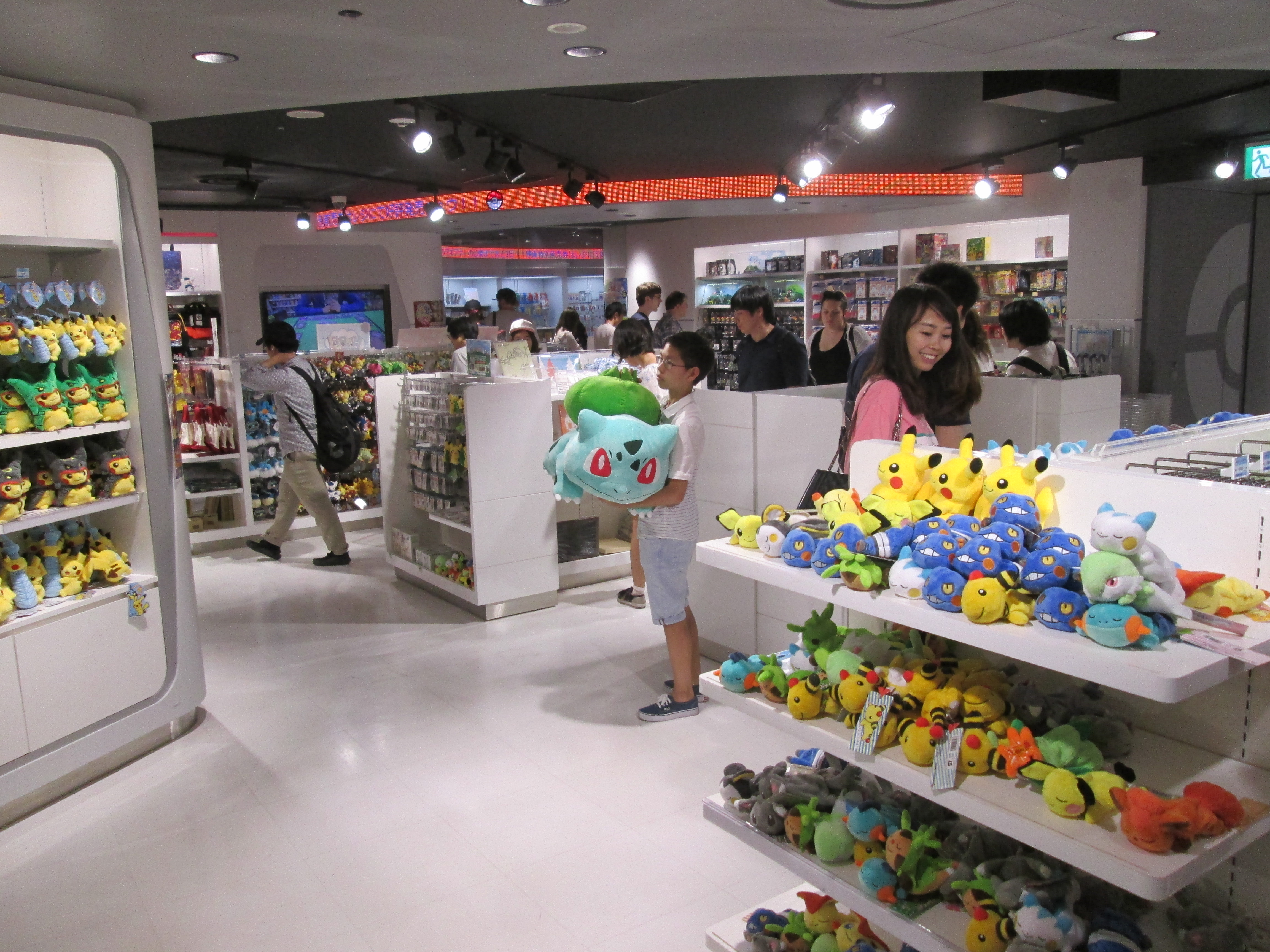
Sklep z produktami związanymi z pokémonami

Duże zainteresowanie pokémonami wśród dzieci wykorzystały firmy produkujące artykuły spożywcze, które dołączały do swych produktów obiekty kolekcjonerskie. Mirinda dołączała do napojów nakrętki z wizerunkami pokémonów. Do chipsów Lay’s były natomiast dołączane krążki do gry w tazo z wizerunkami pokémonów. W kolejnych odsłonach były dostępne krążki z ruchomymi obrazkami, grubsze, trójkątne i świecące w ciemnościach.
W ramach gry mobilnej Pokémon Go powstał gadżet o nazwie Pokémon Go Plus. Była to opaska na rękę z przyciskiem i modułem Bluetooth, która pozwala na kontynuowanie gry nawet po wyjściu z aplikacji.

## Produkcje

### Gry komputerowe
Istnieje ponad 120 gier z franczyzy Pokémon. Gry z głównej serii opowiadają o młodych osobach, które przemierzają świat łapiąc i trenując do walki pokémony w celu schwytania wszystkich i zostania mistrzem. Istnieją też spin-offy, takie jak Pokémon Snap, w której gracz robi zdjęcia pokémonów w ich dzikim środowisku, Pokémon Stadium, która koncentruje się na walkach pokémonów na stadionie, Pokémon Conquest, będący bardziej złożoną grą RPG, Pokémon Trading Card Game, będąca elektroniczną wersją gry karcianej Pokémon Trading Card Game oraz Pokémon Pinball, czyli gra pinballowa.
Latem 2016 ukazała się uznawana za fenomen mobilna gra miejska Pokémon Go, w którą grały miliony graczy na całym świecie. W tej grze łapanie pokémonów wymagało podróżowania z telefonem w rzeczywistości.
W 2021 roku premierę miała gra z gatunku MOBA o nazwie Pokémon Unite, w której gracze w dwóch pięciuosobowych drużynach pokonują dzikie pokémony, za co dostają punkty, które później są dodawane do wyniku meczu po dostaniu się do punktu kontrolnego przeciwnika. Do kwietnia 2022 grę ściągnięło 70 milionów użytkowników.

#### Lista gier z głównej serii
| Tytuł                                          | Konsola | Premiera                  | Przypis |
| ---------------------------------------------- | ------- | ------------------------- | ------- |
| Pocket Monsters Red i Green                    | GB      | 26 lutego 1996(dts)       | [ 3 ]   |
| Pokémon Red i Blue                             | GB      | 28 września 1998(dts)     | [ 24 ]  |
| Pokémon Yellow: Special Pikachu Edition        | GB      | 1 października 1999(dts)  | [ 25 ]  |
| Pokémon Gold i Silver                          | GBC     | 15 października 2000(dts) | [ 26 ]  |
| Pokémon Crystal                                | GBC     | 29 lipca 2001(dts)        | [ 27 ]  |
| Pokémon Ruby i Sapphire                        | GBA     | 19 marca 2003(dts)        | [ 28 ]  |
| Pokémon FireRed i LeafGreen                    | GBA     | 9 października 2004(dts)  | [ 29 ]  |
| Pokémon Emerald                                | GBA     | 1 maja 2005(dts)          | [ 30 ]  |
| Pokémon Diamond i Pearl                        | NDS     | 22 kwietnia 2007(dts)     | [ 31 ]  |
| Pokémon Platinum                               | NDS     | 22 marca 2009(dts)        | [ 32 ]  |
| Pokémon HeartGold i SoulSilver                 | NDS     | 14 marca 2010(dts)        | [ 33 ]  |
| Pokémon Black i White                          | NDS     | 6 marca 2011(dts)         | [ 34 ]  |
| Pokémon Black 2 i White 2                      | NDS     | 7 października 2012(dts)  | [ 35 ]  |
| Pokémon X i Y                                  | 3DS     | 12 października 2013(dts) | [ 36 ]  |
| Pokémon Omega Ruby i Alpha Sapphire            | 3DS     | 21 listopada 2014(dts)    | [ 37 ]  |
| Pokémon Sun i Moon                             | 3DS     | 18 listopada 2016(dts)    | [ 38 ]  |
| Pokémon Ultra Sun i Ultra Moon                 | 3DS     | 17 listopada 2017(dts)    | [ 39 ]  |
| Pokémon: Let's Go, Pikachu! i Let's Go, Eevee! | Switch  | 16 listopada 2018(dts)    | [ 40 ]  |
| Pokémon Sword i Shield                         | Switch  | 15 listopada 2019(dts)    | [ 41 ]  |
| Pokémon Brilliant Diamond i Shining Pearl      | Switch  | 19 listopada 2021(dts)    | [ 42 ]  |
| Pokémon Legends Arceus                         | Switch  | 28 stycznia 2022(dts)     | [ 43 ]  |
| Pokémon Scarlet i Violet                       | Switch  | 18 listopada 2022(dts)    | [ 44 ]  |

### Gra karciana

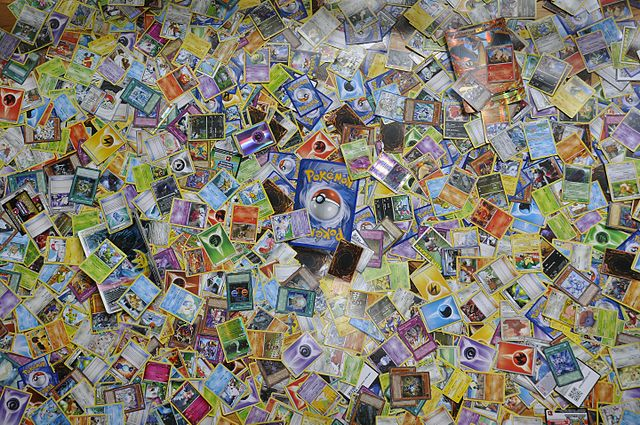
Karty z serii Pokémon Trading Card Game

Gra karciana Pokémon Trading Card Game została stworzona w 1996 roku przez studio Creatures Inc. i od tego czasu jest przez nie rozwijana. Studio nabyło część praw do pokémonów jeszcze w trakcie powstawania pierwszej gry elektronicznej z serii.

### Manga
W 1996 roku, po tym jak debiutująca wówczas pierwsza gra z serii Pokémon odniosła sukces komerycjny, wydawnictwo Shōgakukan rozpoczęło wydawanie mangi Pocket Monsters o bohaterach i wydarzeniach z gry Pocket Monsters Red i Green. Od tego czasu powstało wiele komiksowych adaptacji zarówno gier, jak i serialu anime Pokémon. Najpopularniejszą mangą o pokémonach jest seria Pokemon Adventures. Jej twórcą jest Hidenori Kusaka. Fabuła mangi ściśle wiąże się z fabułami kolejnych gier i jest skierowana do trochę starszych odbiorców ze względu na brutalność, podteksty seksualne oraz tematy, które mogą być uznane za zbyt skomplikowane dla dzieci. W latach 1997–1999 ukazywała się manga Pokemon: The Electric Tale of Pikachu, będąca adaptacją serialu anime Pokémon.

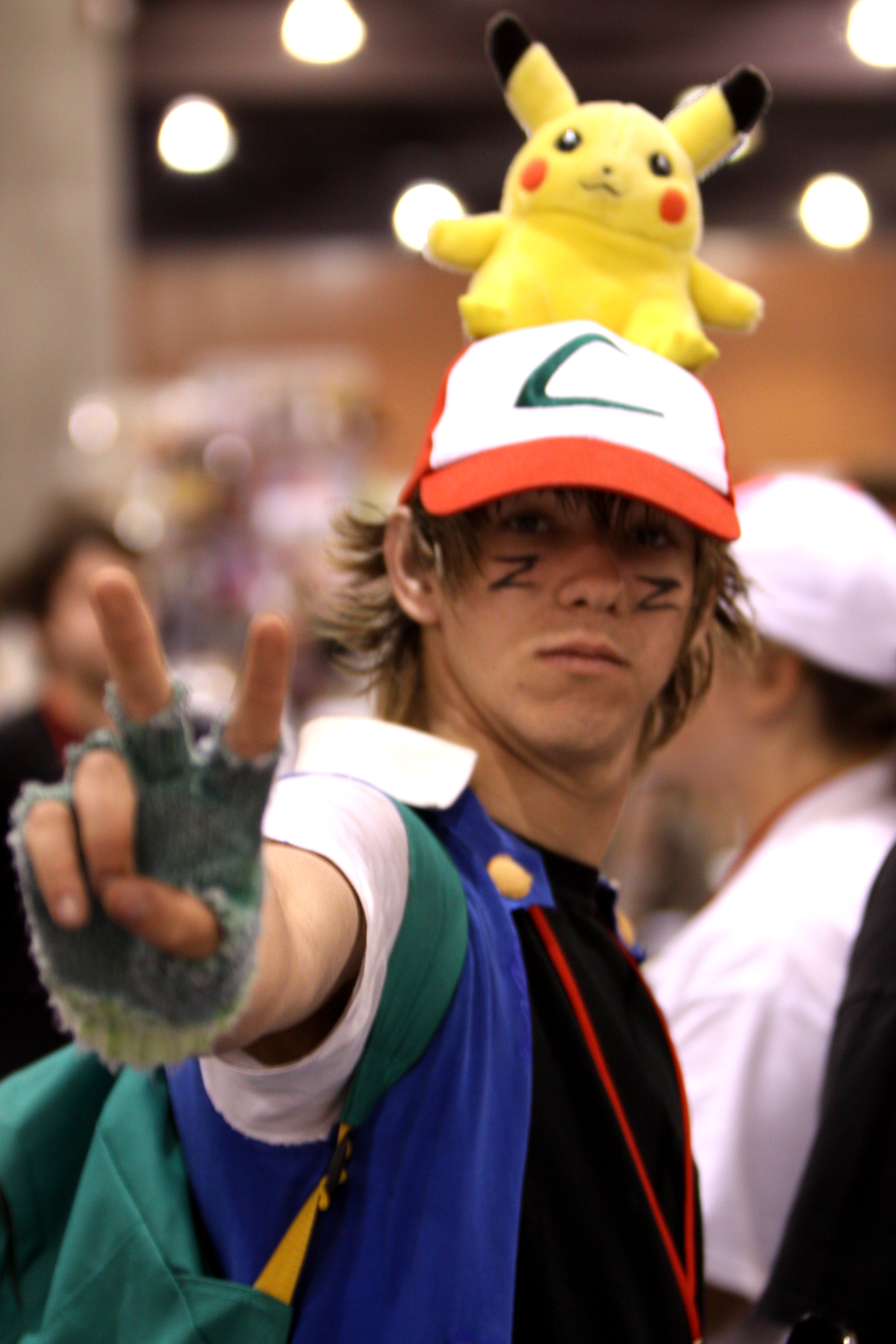
Cosplay Asha Ketchuma, głównego bohatera anime Pokémon

### Seriale anime
Pierwszym serialem o pokémonach było anime Pokémon, produkowane nieprzerwanie od 1997 roku. W 1998 roku serial zadebiutował w Stanach Zjednoczonych. Amerykańska wersja, która różni się między innymi nazwami własnymi (na przykład główny bohater w wersji japońskiej nazywa się Satoshi, a w amerykańskiej Ash Ketchum) jest popularniejsza na świecie i w znacznym stopniu ukształtowała postrzeganie pokémonów przez opinię publiczną.
Istniały też inne seriale anime: Pokémon Chronicles było spin-offem anime Pokémon, opowiadającym o losach innych bohaterów, niż Ash Ketchum. Natomiast Pokémon: Origins jest wierniejszą ekranizacją gry Pokémon Red i Blue i opowiada o jej głównym bohaterze, Redzie.

### Filmy pełnometrażowe
Na podstawie anime powstało 25 filmów kinowych (według stanu na 2021 rok).
10 maja 2019 powstał pierwszy film aktorski z franczyzy, zatytułowany Pokémon: Detektyw Pikachu, który jest ekranizacją gry Detective Pikachu. Film zarobił około 430 milionów dolarów i zdobył umiarkowane uznanie krytyków. Forbes nazwało go najlepszym filmem na podstawie gry komputerowej, a IGN pierwszym dobrym filmem na podstawie gry.
| Rok  | Tytuł                                        | Przypis |
| ---- | -------------------------------------------- | ------- |
| 1999 | Pokémon: Film pierwszy                       | [ 51 ]  |
| 1999 | Pokémon 2: Uwierz w swoją siłę               | [ 52 ]  |
| 2001 | Pokémon 3: Zaklęcie Unown                    | [ 53 ]  |
| 2002 | Pokémon 4: Głos lasu                         | [ 54 ]  |
| 2003 | Pokémon 5: Bohaterowie                       | [ 55 ]  |
| 2004 | Pokémon: Jirachi – Spełnione marzenia        | [ 56 ]  |
| 2004 | Pokémon: Cel Deoxys                          | [ 57 ]  |
| 2006 | Pokémon: Lucario i Tajemnica Mew             | [ 58 ]  |
| 2007 | Pokémon Ranger i Świątynia Morza             | [ 59 ]  |
| 2008 | Dialga vs. Palkia vs. Darkrai                | [ 60 ]  |
| 2008 | Pokémon: Giratina i Strażnik Nieba           | [ 61 ]  |
| 2009 | Pokémon: Arceus i Klejnot Życia              | [ 62 ]  |
| 2010 | Pokémon: Zoroark, mistrz iluzji              | [ 63 ]  |
| 2011 | Pokémon: Czerń – Victini i Reshiram          | [ 64 ]  |
| 2011 | Pokémon: Biel – Victini i Zekrom             | [ 65 ]  |
| 2012 | Pokémon: Kyurem kontra Miecz Sprawiedliwości | [ 66 ]  |
| 2013 | Pokémon: Genesect i objawiona legenda        | [ 67 ]  |
| 2015 | Pokémon: Diancie i Kokon Zniszczenia         | [ 68 ]  |
| 2015 | Pokémon: Hoopa i starcie wszech czasów       | [ 69 ]  |
| 2016 | Pokémon: Volcanion i mechaniczny zachwyt     | [ 70 ]  |
| 2017 | Pokémon: Wybieram cię!                       | [ 71 ]  |
| 2018 | Pokémon: Siła jest w nas                     | [ 72 ]  |
| 2019 | Pokémon: Detektyw Pikachu                    | [ 50 ]  |
| 2019 | Pokémon: Zemsta Mewtwo – Ewolucja            | [ 73 ]  |
| 2021 | Pokémon: Sekrety dżungli                     | [ 74 ]  |